# Костянтинівський лісовий заказник
Костянти́нівський зака́зник — лісовий заказник місцевого значення в Україні. Розташований у межах Сарненського району Рівненської області, на захід від села Костянтинівка. 
Площа 0,8 га. Статус присвоєно згідно з рішенням Рівненського облвиконкому від 22.11.1983 року № 343 (зі змінами рішенням облвиконкому № 98 від 18.06.1991 року). Перебуває у віданні ДП «Сарненський лісгосп» (Костянтинівське л-во, кв. 60, вид. 24). 
Статус присвоєно з метою збереження частини лісового масиву з цінними насадженнями ялини.